# Francisco Moreno
Francisco Pascasio Moreno (Buenos Aires, 31 maggio 1852 – Buenos Aires, 22 novembre 1919) è stato un esploratore argentino.
Viene generalmente ricordato come Perito Moreno (perito significa "specialista, esperto").

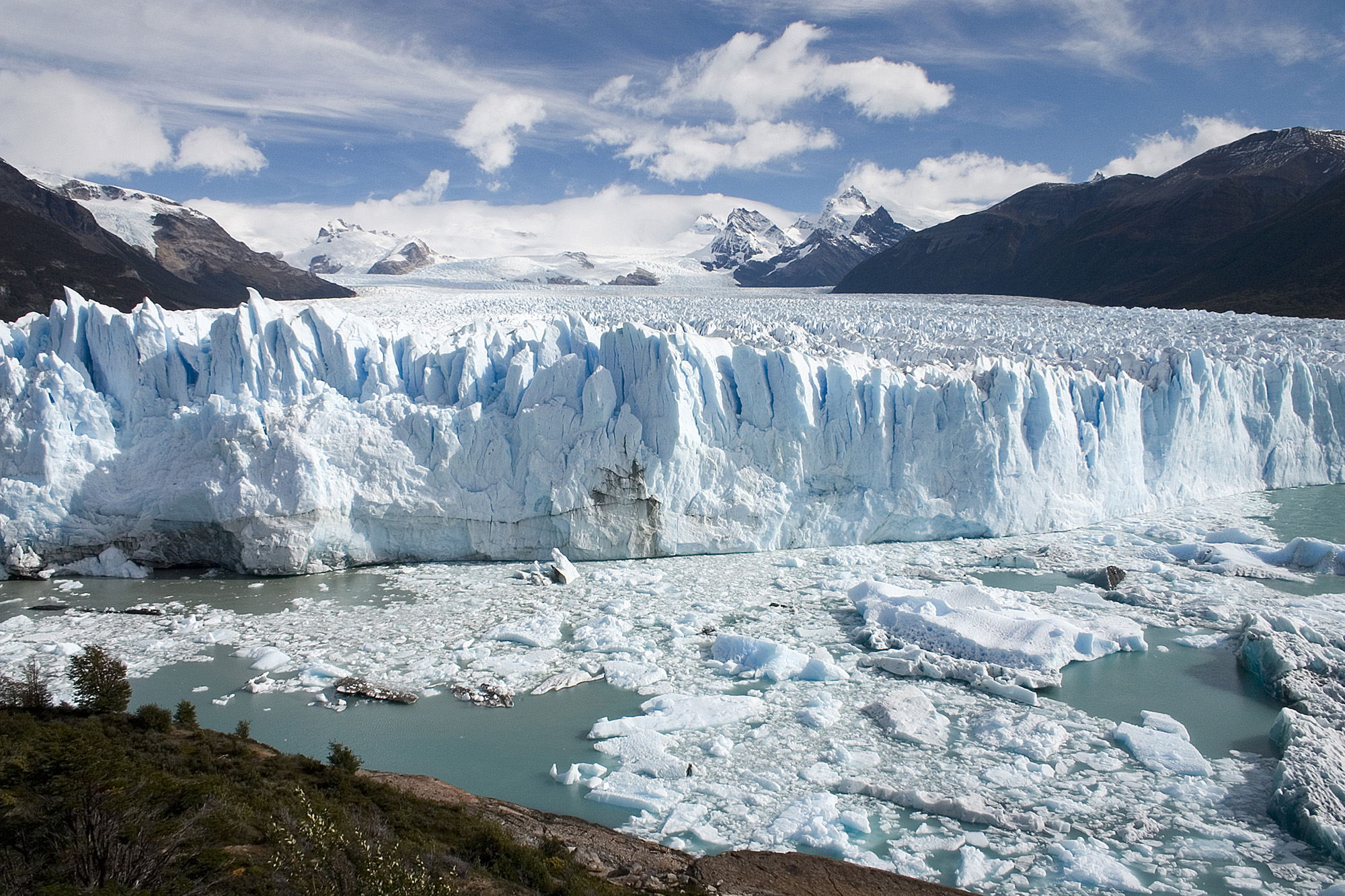
Ghiacciaio Perito Moreno

## Biografia
Appassionato raccoglitore di fossili nel 1872 Moreno inizia una serie di spedizioni esplorative, assistito da reparti dell'esercito. Nel gennaio 1876 ha esplorato il Lago Nahuel-Huapi, nella parte sud delle Ande e scoprì, il 14 febbraio 1877 il Lago O'Higgins/San Martín. Esplorò anche numerosi fiumi in Patagonia, e il 4 marzo dello stesso anno trovò El Chaltén, che chiamò Fitz Roy.
Nel 1880 partì per la seconda esplorazione del territorio della Patagonia, dove fu fatto prigioniero dai Tehuelche, una tribù aborigena, e condannato a morte, ma scappò l'11 marzo, un giorno prima dell'esecuzione. Nel 1882–1883 ha esplorato le Ande dalla parte sud della Bolivia, e nel 1884–1885 fece una nuova esplorazione del territorio a sud del Río Negro e della Patagonia. Fu direttore del museo antropologico di Buenos Aires, capo della commissione esplorativa Argentina e dei territori meridionali, e membro di numerose società scientifiche europee.
Per il suo contributo alla scienza, Moreno ricevette un dottorato honoris causa dall'Università di Córdoba nel 1877. È anche conosciuto per il suo ruolo in difesa dell'Argentina durante la delineazione dei confini internazionali tra Cile ed Argentina. Nel 1902 fu nominato Perito (un tecnico specialista od esperto) nel conflitto dei confini.
Nel 1903 donò della terra, precedentemente data a lui, per la creazione del Parco Nazionale Nahuel Huapi. Il ghiacciaio Perito Moreno e la città di Perito Moreno, entrambe nella provincia di Santa Cruz, furono chiamati così in suo onore.